# Valentinas Tamulis
Valentinas Tamulis (*  27. September 1964 in Serbinai, Rajongemeinde Kėdainiai) ist ein litauischer linker Politiker, Bürgermeister von Kėdainiai.

## Leben
1974 absolvierte Valentinas Tamulis die Grundschule Serbinai, 1979 die Hauptschule Labūnava, 1983 das Sowchos-Technikum von Lančiūnava und wurde Zootechniker. 2009 absolvierte er das Bachelorstudium der Agronomie an der Lietuvos žemės ūkio universitetas bei Kaunas
Von 1983 bis 1987 arbeitete er im Kolchos von Meironiškis und bis 1992 im „Aušros“-Kolchos aks Chefzootechniker. Von 1992 bis 1996 arbeitete er in der žemės ūkio bendrovė von Beinaičiai.
Von 1997 bis 2016 war er Leiter von Amtsbezirk Pelėdnagiai und von 2016 bis 2019 von Amtsbezirk Kėdainiai. Seit 2019 ist er Bürgermeister der Rajongemeinde Kėdainiai. 2023 wurde er zur zweiten Amtszeit gewählt.
Seit 2022 ist er Mitglied von Lietuvos socialdemokratų partija.